# Sungai Batu Apoi
Sungai Batu Apoi – rzeka na Borneo w dystrykcie Temburong w Brunei. Stanowi długi, prawy dopływ Sungai Temburong, która uchodzi do Zatoki Brunei, będącej częścią Morza Południowochińskiego.
Na brzegach rzeki rośnie m.in.: nipa krzewinkowa oraz Heritiera globosa.